# Њујоршки плавци (4. сезона)
Њујоршки плавци је америчка телевизијска полицијска серија смештена у Њујорку која приказује унутрашње и спољашње борбе измишљене 15. станице на Менхетну.
Сезона 4 је емитована од 15. октобра 1996. до 20. маја 1997. године.

## Опис
Током четрвте сезоне, било је неколико споредних измена: Дону је мењало неколико ЛАП-оваца, углавном Ђина Колон, лик који се на крају удаје за Мартинеза и одлази и детективка Џил Киркендал, која је постала партнер Раселовој. На крају сезоне Шерон Лоренс напушта главну поставу.

## Улоге

### Главне
- Џими Смитс као Боби Симон
- Денис Франц као Енди Сиповиц
- Џејмс МекДенијел као Артур Фенси
- Николас Туртуро као Џејмс Мартинез
- Шерон Лоренс као ПОТ Силвија Костас-Сиповиц
- Годрон Клап као Грег Медавој
- Ким Дилејни као Дајен Расел

### Епизодне
- Андреа Томпсон као Џил Киркендал (Епизоде 6-8, 10-14, 17-18, 20)

## Епизоде
| Бр у. серији | Бр у. сезони | Наслов                               | Редитељ          | Сценариста                                | Емитовање          |
| --- | ------------ | ------------------------------------ | ---------------- | ----------------------------------------- | ------------------ |
| 67 | 1            | Моби Грег                            | Марк Тинкер      | Дејвид Милч, Бил Кларк                    | 15. октобар 1996.  |
| Лењи поллицајци из комшилука упорно мисле да су запели са детективима из 15-те на случају, али детаљи их доводе до осумњиченог, који пуца на Ендија. Енди је неповређена али смрзнут и забринут о свом приступу послу. Касније се Енди суочава са осумњиченим и доказује да је тип убица и кукавица. Енди је био презаузет Етовим здрављем и својим проблемима. Проблеми су решени када је лекар рекао да је Тео здрава беба, а Грег је одлучио да смрша. Грег се спријатељио са атрактивном позорницом Еби док је радио на конфискованим доказима. Нови ЛАП-овци стижу у одељење, али једна је млада и атрактивна. Боби је изненађен када га наследство доводи до стана у једној згради. Након тога Боби пита Дајен да се уда за њега. |              |                                      |                  |                                           |                    |
| 68 | 2            | Дебели Стју                          | Бред Силберлинг  | Дејвид Милч, Бил Кларк                    | 22. октобар 1996.  |
| Бобијева фрустрација због да-не просидбе Дајен и стана расте. Ни посао му не помаже када он, Енди и један млади полицајаца истражују отмицу бебе. Док се Винс Готели и Џејмс Мартинез такмиче у изборима, Готели истуче осумњиченог у намери да извуче признање о отмици нестале бебе. Случај добија преокрет када се открије да је отац убио дете због превелике пажње које је добијало од мајке. Дајен сугерише Бобију да би требало да успоре, а он одговара да би можда једно од њих можда требало да оде из града. Касније га обавештавају да је жена убијена у стану који је он наследио, а живела је у стану Хенрија Кофилда. Енди и Грег добијају резултате килаже. |              |                                      |                  |                                           |                    |
| 69 | 3            | Да, немамо канолис                   | Марк Тинкер      | Дејвид Милч, Бил Кларк                    | 29. октобар 1996.  |
| Бивши полицајац кога је Боби ухапсио пре неколико година је дошао и рекао Бобију да је један човек у затвору због злочина који није починио. Енди се сетио случаја када је у бекству из пљачке возило убило жену, а он је тада био нов, а старији су га гњавили у току истраге. Неки сведоци признају да је услучај умешано и диловање дроге. Џејмс добија на изборима за три гласа више. Дајен каже Бобију да је себичан и да хоће више него што она може да му пружи. Боби искаљује бес на Хенрију Кофилду јер не може да добије информацију о томе ко је покушао да га убије и које убио невину жену. Енди не може да поднесе председника Клинтона. |              |                                      |                  |                                           |                    |
| 70 | 4            | Где је Свалдо                        | Марк Тинкер      | Стивен Гејган, Мајкл М. Пери, Дејвид Милч | 12. новембар 1996. |
| Болна прошлост Ендија се враћа када је активиста Кваси Олашула пронађен мртав у аутомобилу са дилером дроге. Поручник Фенси говори Ендију да не прича лоше о Квасију, што се завршава тако да је Кваси умро као јунак над конфискованим стварима дилера. Квасијева бесна породица напада Ендија због расизма, а Боби слуша Ендија како објашњава о својим проблемима са Афро-Американцима из детињства и раним данима у полицији. Грег и Џејмс истражују убиство, али не могу да га реше јер сви умешани лажу. |              |                                      |                  |                                           |                    |
| 71 | 5            | Где је Ван Гог?                      | Мајкл М. Робин   | Дејвид Милч, Бил Кларк                    | 19. новембар 1996. |
| Американка, жена Европског принца је претучена током пљачке, а принц се свађа са полицајцима јер превише инсистира да му жена буде скинута са апарата за одржавање у животу. Уз помоћ покварениг бившег детектива Мајка Робертса сазнају за план крађе слика и наплате од осигурања. Џејмс добија чудан случај као делегат када мора да ради са детективом који изгледа има две жене. Он пита Ђину, ЛАП-овкињу, да изађу на вечеру и она пристаје. Дајен добија понуду да се врати на стари посао и да се споји са дилером дроге, Џимијем Лајером, који је можда поново активан. |              |                                      |                  |                                           |                    |
| 72 | 6            | Да господине, то је моја беба        | Дејвис Гугенхајм | Рифт Фурније                              | 26. новембар 1996. |
| Детективка Џил Киркендал долази у 15-ту и одмах добија случај где је човеку запрећено да ожени жену која је затруднела са братом. Полицајци улећу пре него што још неко страда и хапсе брата због убиства. Енди говори Фенсију да га Џеријево понашање нервира, па Фенси, Ђин и Џери мењају послове у 15-тој. Убиство возача лимузине је повезано са бизнисменом који има лош укус за жиголе. Дајен остаје на тајном задатку. Боби је набоо Хенрија Кофилда неколико пута у лице и то се завршава да он буде м ета за убиство јер је дуговао новац једном дилеру, а није успео да врати. Напомена: Прва појава Џил Киркендал. |              |                                      |                  |                                           |                    |
| 73 | 7            | Муфљузна авантура Теда и Кери        | Данијел Сакхајм  | Мередит Стим                              | 3. децембар 1996.  |
| Ментално оболелу девојку је сексуално злостављала група богатих студената. Сви се још више потресу када се девојка убије. Боби саветује девојчину мајку да тужи ту групу студената, а Силвија им говори да им живот неће више бити исти. Ментално оболели младић Фред се шетао око своје куће мрмљајући о својој мајци. Енди долази и затиче мајку мртву и Фреда како покушава да је сахрани у контејнеру. Силвија прича како не жели да напусти посао јер нико други не би хтео да тужи те студенте за силовање. |              |                                      |                  |                                           |                    |
| 74 | 8            | Неспособњаковићу                     | Мајкл М. Робин   | Тереза Рибек                              | 10. децембар 1996. |
| Дајен одлази код Бобија и њих двоје проводе ноћ заједно, али Бобију се не свиђа таква веза, па је моли да оде. Она поново одлази на тајни задатак код Џимија Лајера и размишља како да премести украдено оружје, али Џими има лукав план. Боби и Енди добијају случај убиства у које је умешан Артур Картвел, који је умешан у брутална убиства. Ниједан полицајац не жели да ухапси Картвела све док нови сведок не баци на случај другачије светло. Поручник Фенси је потресен када је његов усвојени син Маресо ухапшен због диловања дроге. Фенси мора да се суочи са Марсеовим лошим понашањем, злим поступцима Марсеове биолошке мајке и лошег полицајца Реја Калиса да би спасао МАрсеа дугогодишње затворске казне. Грег позива Еби на састанак, а она му говори да је лезбијка. |              |                                      |                  |                                           |                    |
| 75 | 9            | Човек који затвара пукотине на броду | Дона Дајч        | Дејвид Милч, Бил Кларк                    | 17. децембар 1996. |
| Дајен се буди у стану Џимија Лајера и нема појма шта се десило претходне ноћи. Џими пориче да је урадио било шта, али не наглашава шта "било шта" значи све док му Дајен не опали поред леве ноге. Фенси је узнемирен када чује да ће Боби пити унапређен у детектива прве класе, а Енди неће, док његова жена мисли да је Енди добио шта је заслужио. Фенси мора да изабере да ли ће да да зелено светло Бобијевој будућности. |              |                                      |                  |                                           |                    |
| 76 | 10           | Мој дивљи ирски нос                  | Боб Доерти       | Хју Левик                                 | 7. јануар 1997.    |
| Боби је сазнао да је Дајен пуцала у Лајерија јер се комшија пожалио, па је отишао код Лајерија, истукао га и однео АК-47 из његовог стана. Дајен мисли да с Боби петља у њен посао, а Боби љут јер мисли да је Дајен полудела. Он тражи слободан да нзбог алучаја, па он и Енди приачају једном од Џимијевих контаката да Џими сарађује са полицијом. На Бобијевој прослави поводом унапређења, Дајен се суочава са њим са вестима да је Џими мртав. Бобију не само што није било жао због тога, него јој је рекао да ако је желела да га расплаче на прослави, онда није требало ни да дође. боби покушава да прогура Ендијен случај код начелника, коме се несвиђа идеја, а Енди долази на прославу. Боби и Енди су раније спасли сведока мафијашког убиства тбог крађе слике убедивши га да је слика лажна. Џејмс се сећа проблема свог брата када је млади сведок убијен и мора да се суочи са дечаковим оцем. |              |                                      |                  |                                           |                    |
| 77 | 11           | Алис се не уклапа овде               | Марк Тинкер      | Дејвид Милч, Бил Кларк                    | 14. јануар 1997.   |
| Ђина, ЛАП-овкиња, је скоро силована, а Џејмс је спреман да спали станицу до темеља да би нашао кривца. Грег и Дајен убеђују Џејмса да су на Ђининој страни док он прети због њених повреда, а касније хватају кривца. Када је Грег упао у проблем Фенси шаље Ендија да батинама извуче признање из кривца. Грег и Енди разговарају о коришћењу насиља на послу због чега се Енди не осећа добро. Дајенин ДНК на ивици ножа којим је убијен Џими Лајер не узбуђују Бобија јер је он на вечери са Џил Кикрендал. Дајен касније зове Ендија са вечере јер покушава да баци алкохол. У главни случај су умешан сестра кријумчара дијаманата који је нестао са великом количином драгуља. Силвија узима слободне дане да би се бринула о беби Теу, а Енди ради прековремено због још пара. |              |                                      |                  |                                           |                    |
| 78 | 12           | Горе-доле                            | Парис Баркли     | Бил Кларк, Дејвид Милс                    | 21. јануар 1997.   |
| Популарни униформисани полицајац говори како су једног Италијана упуцала четири човека, а Боби и Енди упадају у озбиљну свађу са униформисаним полицајцима из 15-те док прича производи све више и више питања, а на крају насиље над наредником. У међувремену је убиство тинејџерке повезано са гротескном видео игрицом и дрогом, а Дајен се слама на Бобијевим рукама и признаје да ју је отац злостављао неколико година. |              |                                      |                  |                                           |                    |
| 79 | 13           | Том и Џери                           | Адам Нимој       | Дејвид Милч, Бил Кларк                    | 28. јануар 1997.   |
| Градилиште подељено између Афро-Американаца и Порториканаца постаје место злочина када је неколико људи упуцано. Енди и Боби откривају да је једном од убијених претила група злочинаца, али не могу да ухапсе никога. Ендију се гади ЛАП Џери која жели да разговара са њим о човековој смрти. Дајен и Џил добијају случај и сазнају да је жртва била блиска Џери у доминацији на С и М, али све то пада под Ендија када открије да Џери хоће да избегне затворску казну. У међувремену однос Бобија и Дајен добија чврст темељ, а Џејмс и Ђина први пут спавају. |              |                                      |                  |                                           |                    |
| 80 | 14           | Оригинални                           | Мајкл М. Робин   | Дејвид Милч, Бил Кларк                    | 11. фебруар 1997.  |
| На ауто-отпаду је откривено тело шанкерке. Енди и Боби проналазе осумњиченог са оружјем и порно фетишем и спремни су да узму признање. Грег и Џејмс откривају врло чудну смрт када је човеку смрскана глава о писаћу машину. Дајен говори Бобију да поново иде на терапију. |              |                                      |                  |                                           |                    |
| 81 | 15           | Последње сијање задњег светла        | Ренди Зиск       | Дејвид Милс                               | 18. фебруар 1997.  |
| Фенсија и његову жену су у Квинсу извукла два униформисана полицајца на бази вожње кроз бели комшилук. Фенси бесно планира премештај Симанскија у станицу са белим полицајцима као казну за његовог надређеног капетана Баса у 15-тој. Енди почиње да сања свог покојног сина Ендија мл. Снови се одвијају у Ендијевој психи када он и Боби истражују право убиство и пљачку у кафани. Они морају да нађу аутоматски пиштољ калибра 45, који је припадао Винсу Готелију и два полицајца који решавају случај на своју руку пре хапшења. Дајен и Џејмс смишљају план како да преваре преваранта који вара беспомоћне жене. Енди сазнаје да мора да купи ново одело да би видео син убудуће. |              |                                      |                  |                                           |                    |
| 82 | 16           | Какав глупан                         | Пери Ланг        | Дејвид Милч, Бил Кларк                    | 25. фебруар 1997.  |
| Руска млада је удављена. Ендијева ксенофобија се погоршава, док су други серијски убица и руски таксиста сматрају осумњиченима, Енди замењује торбе рускињиног мужа и тако решава случај. Грег је на ивици јер се вечера са Еби претворила у пуцњаву против неких гангстера. Једна од њевових бесних ситуација доноси кључни део за случај, али их оставља без признања. Енди ради додатно као ноћни чувар на аеродрому ЏФК. |              |                                      |                  |                                           |                    |
| 83 | 17           | Набијено искуство                    | Мајкл Воткинс    | Дејвид Милч, Бил Кларк                    | 15. април 1997.    |
| Млади латинац је убијен, а нико, укључујући његову трудну девојку, не жели да прича о томе. Боби ради са бившим чланом банде, сада чуварем у НЈПО-у, да би решили случај заједно. Случај убиства власника ауто-механичарске радње добијају Грег и Џејмс. Ипак Грег смишља начин како да реши случај. Дајен и Џил добијају случај бебе који се претвара у убиство и налазе бебине родитеље и откривају тужну причу. Грег пије превише вина, али ужива на вечери са Еби и њеном партнерком, а Дајен инспирише Џери МекГвајер да размисли о Бобијевој просидби. |              |                                      |                  |                                           |                    |
| 84 | 18           | Волим Луси                           | Кети Бејтс       | Дејвид Милч, Тереза Ребек                 | 22. април 1997.    |
| Случај се додатно закомпликује када је Џилин друг увучен у диловање дроге. Она покушава да му помогне док је његова мајка дубоко увучена у порицање. Ни случај се добро не завршава. Фенсијева жена тера Фенсија да продаје неке предмете са њеног посла, детективи их купују радо, њему је жао што продаје људима које води, а случај добија мутан крај. Боби и Дајен славе веридбу у ресторану где Бобију прилази човек са којим је ишао у школу, а који је сада опасан криминалац. |              |                                      |                  |                                           |                    |
| 85 | 19           | Лош реп                              | Метју Пен        | Тед Мамфорд                               | 29. април 1997.    |
| Енди и Боби истражују пуцњаву на репера који не жели да сарађује са њима. Истина излази на видело. Фенси је узнемирен због поступака позорника Симанског. Грег пита Еби шта тачно жели од њега, а она му одговара да жели да он буде донор сперме за њену бебу. Бобије неочекивано посећује агент ФБИ-ја који жели да он ради са њим на тајном задатку који се тиче Бобијевог старог "пријатеља" Џоија Салва, а Боби касније говори дајен причу илуструјући какав је Џои лош човек. |              |                                      |                  |                                           |                    |
| 86 | 20           | Немогућа емисија                     | Боб Доерти       | Дејвид Милч, Бил Кларк                    | 6. мај 1997.       |
| Трапави конобар доводи Симона и Сиповица до убице петоро Еквадоријанаца у клубу, Грег се суочава са Ебиним плодним данима, Раселова планира стратегију против злостављача деце, а Симон мора да крије информације од Сиповица, што се несвиђа његовом партнеру на тајном задатку. |              |                                      |                  |                                           |                    |
| 87 | 21           | Је л' Париз гори?                    | Парис Баркли     | Дејвид Шор                                | 13. мај 1997.      |
| Боби упада у проблем забог дозволе коју је урадио за Џоија Салва претходне недеље на захтвет ФБИ-ја који није хтео да се заложи за њега након што је БУК открио о томе, а Боби је сазнао да ФБИ сумња на неког из БУК-а да помаже Салву. Бобијев однос са Ендијем се погоршава (јер је Енди открио да је Боби причао са Дајен о томе) и утиче на истрагу о силоватељу. Енди покушава да заштити преплашеног сведока Стива Камерона, али неслагање са ПОТ Леом Кохеном и Бобијева усресређеност доводе до грозног завршетка. Полиција сазнаје да је Винс Готели демолирао аутобус пијан, а Фенси ради да би спасио Готелија затвора. |              |                                      |                  |                                           |                    |
| 88 | 22           | Искуство у сушењу                    | Мајкл Воткинс    | Џејн Волас                                | 20. мај 1997.      |
| Бобија је суспендовао БУК и речено му је да прати упутства ФБИ-ја, али Боби се слама и говори Ендију целу причу. Енди и Дајен имају озбиљну свађу због Бобијеве ситуације док истражују убиство младе жене која је ишла код психијатра након што је силована. Новинар који се баш не слаже са тактиком НЈПО-а постаје жртва злочина, а Грег и Џејмс се суочавају са његовим ставом да би решили случај. Боби говори Џоију Салву да је суспендован, а Џои му говори да хоће да Боби ради са њим, а онда је упуцан три пута и убијен. Напомена: Последња стална појава ПОТ Силвије Костас. |              |                                      |                  |                                           |                    |